# Ross Marquand
Ross Marquand (Fort Collins, Colorado, 1981. augusztus 22. –) amerikai színész.
Legismertebb alakítása Johann Schmidt / Vörös Koponya a Marvel-moziuniverzum filmjeiben. Elsőként a 2018-as Bosszúállók: Végtelen háború című filmben tűnt fel, ezt követte a Bosszúállók: Végjáték (2019). 2015 és 2022 között a The Walking Dead című sorozatban játszott.

## Élete
Marquand Fort Collins, Coloradoban született. Színészkedése kilenc éves korában kezdődött, amikor az egyházi ünnepségen eljátszott egy kis szerepet.

## Filmográfia

### Film
| Év   | Magyar cím                               | Eredeti cím                                          | Szerep                         | Magyar hang   |
| ---- | ---------------------------------------- | ---------------------------------------------------- | ------------------------------ | ------------- |
| 2022 | Doctor Strange az őrület multiverzumában | Doctor Strange in the Multiverse of Madness          | Ultron robotok                 |               |
| 2019 | Bosszúállók: Végjáték                    | Avengers: Endgame                                    | Johann Schmidt / Vörös Koponya | Rátóti Zoltán |
| 2018 | Bosszúállók: Végtelen háború             | Avengers: Infinity War                               | Johann Schmidt / Vörös Koponya | Rátóti Zoltán |
| 2016 | Állati csetepata                         | Sheep and Wolves                                     | Ziko (hang)                    | Fekete Zoltán |
| 2015 |                                          | Spare Change                                         | Mr. Hartman                    |               |
| 2015 |                                          | Une Libération                                       | Jean                           |               |
| 2014 |                                          | Camera Trap                                          | Jack                           |               |
| 2014 |                                          | Amira & Sam                                          | Greg                           |               |
| 2013 |                                          | The Program                                          | Michael                        |               |
| 2013 |                                          | Christmas Party Conversations: Part I                | Fiatal mérges apuka            |               |
| 2013 |                                          | Down and Dangerous                                   | Henry Langlois                 |               |
| 2012 |                                          | Broken Roads                                         | David Warwick                  |               |
| 2012 |                                          | Eden                                                 | Max                            |               |
| 2011 |                                          | The Congregation                                     | John Christner                 |               |
| 2010 |                                          | Slings and Arrows                                    | Charley                        |               |
| 2010 |                                          | Woodshop                                             | Gary                           |               |
| 2010 |                                          | Happily After                                        | Tristan                        |               |
| 2009 |                                          | The Inappropriate Behavior of Our Alleged Loved Ones | Eric                           |               |
| 2009 |                                          | A Lonely Place for Dying                             |                                |               |
| 2008 |                                          | Kate Wakes                                           | szomszéd                       |               |
| 2008 |                                          | Sex & Los Angeles                                    | Detektív                       |               |
| 2008 |                                          | There Will Be Bud                                    | Daniel Puffington              |               |
| 2007 |                                          | Saturday Night Special                               | Aaron Nash                     |               |
| 2007 |                                          | The Deadening                                        | bemondó                        |               |

### Televízió
| Év         | Magyar cím              | Eredeti cím      | Szerep                                        | Megjegyzések                                                                 |
| ---------- | ----------------------- | ---------------- | --------------------------------------------- | ---------------------------------------------------------------------------- |
| 2021, 2024 | Mi lenne, ha…?          | What If...?      | Johann Schmidt / Vörös Koponya, Ultron (hang) | 4 epizód magyar hangja Rosta Sándor (Vörös Koponya) Hirtling István (Ultron) |
| 2021       | Legyőzhetetlen          | Invincible       | Immortal, Rudy Connors (hang)                 | mellékszereplő                                                               |
| 2018       | Robotcsirke             | Robot Chicken    | Han Solo / Jack Reacher / Hunter (hang)       | 1 epizód: Mr. Mozzarella's Hamburger Skateboard Depot                        |
| 2017       |                         | The Last Tycoon  | Wales harcege                                 | 2 epizód                                                                     |
| 2017       |                         | Brockmire        | Brockmir apja                                 | 1 epeizód: Road Trip                                                         |
| 2016       |                         | Deadbeat         | Hugh Janus                                    | 1 epizód: The Duchess of Stourbridge                                         |
| 2015–2017  |                         | Talking Dead     | önmaga                                        | 2 epizód                                                                     |
| 2015–      | The Walking Dead        | The Walking Dead | Aaron                                         | főszereplő, magyar hangja Szatory Dávid                                      |
| 2015       |                         | Impress Me       | Ross Marvin                                   | mellékszereplő                                                               |
| 2014       | Phineas és Ferb         | Phineas and Ferb | Han Solo                                      | hang, 1 epizód: Phineas és Ferb: Star Wars                                   |
| 2013–2014  |                         | Conan            | Christopher Walken / James Gandolfini         | hang, mellékszereplő                                                         |
| 2013       | Mad Men – Reklámőrültek | Mad Men          | Paul Newman                                   | 1 epizód: The Flood                                                          |
| 2012       |                         | The Flipside     | színész                                       | 1 epizód: Second Chance                                                      |
| 2009       |                         | I Heart Vampires | Siona újságírója                              | 5 epizód                                                                     |
| 2006       |                         | L.A. Forensics   | FBI-ügynök                                    | 1 epizód: Under the Rug                                                      |